# La Selle-Craonnaise
La Selle-Craonnaise ist eine französische Gemeinde mit 901 Einwohnern (Stand: 1. Januar 2022) im Département Mayenne in der Region Pays de la Loire; sie gehört zum Arrondissement Château-Gontier und des Kanton Cossé-le-Vivien. Die Einwohner werden Sellois genannt.

## Geographie
La Selle-Craonnaise liegt etwa 35 Kilometer südwestlich von Laval. Umgeben wird La Selle-Craonnaise von den Nachbargemeinden Ballots im Norden, Livré-la-Touche im Nordosten, Niafles im Osten, Saint-Martin-du-Limet im Südosten, Saint-Saturnin-du-Limet im Süden, Saint-Aignan-sur-Roë im Westen sowie Saint-Michel-de-la-Roë im Nordwesten. Das Gemeindegebiet wird vom Fluss Usure und seinen Zuflüssen tangiert.

## Bevölkerungsentwicklung
| Jahr                       | 1962 | 1968 | 1975 | 1982 | 1990 | 1999 | 2006 | 2019 |
| -------------------------- | ---- | ---- | ---- | ---- | ---- | ---- | ---- | ---- |
| Einwohner                  | 1156 | 1068 | 967  | 943  | 904  | 882  | 896  | 912  |
| Quellen: Cassini und INSEE |      |      |      |      |      |      |      |      |

## Sehenswürdigkeiten
- Kirche Saint-Martin aus dem 12. Jahrhundert, Umbauten aus dem 19. Jahrhundert
- Schloss Saint-Amadour aus dem 17. Jahrhundert mit Park

## Persönlichkeiten
- Auguste Grimault CSSp (* 1883; † 1980), Apostolischer Vikar von Dakar, geboren in La Selle-Craonnaise

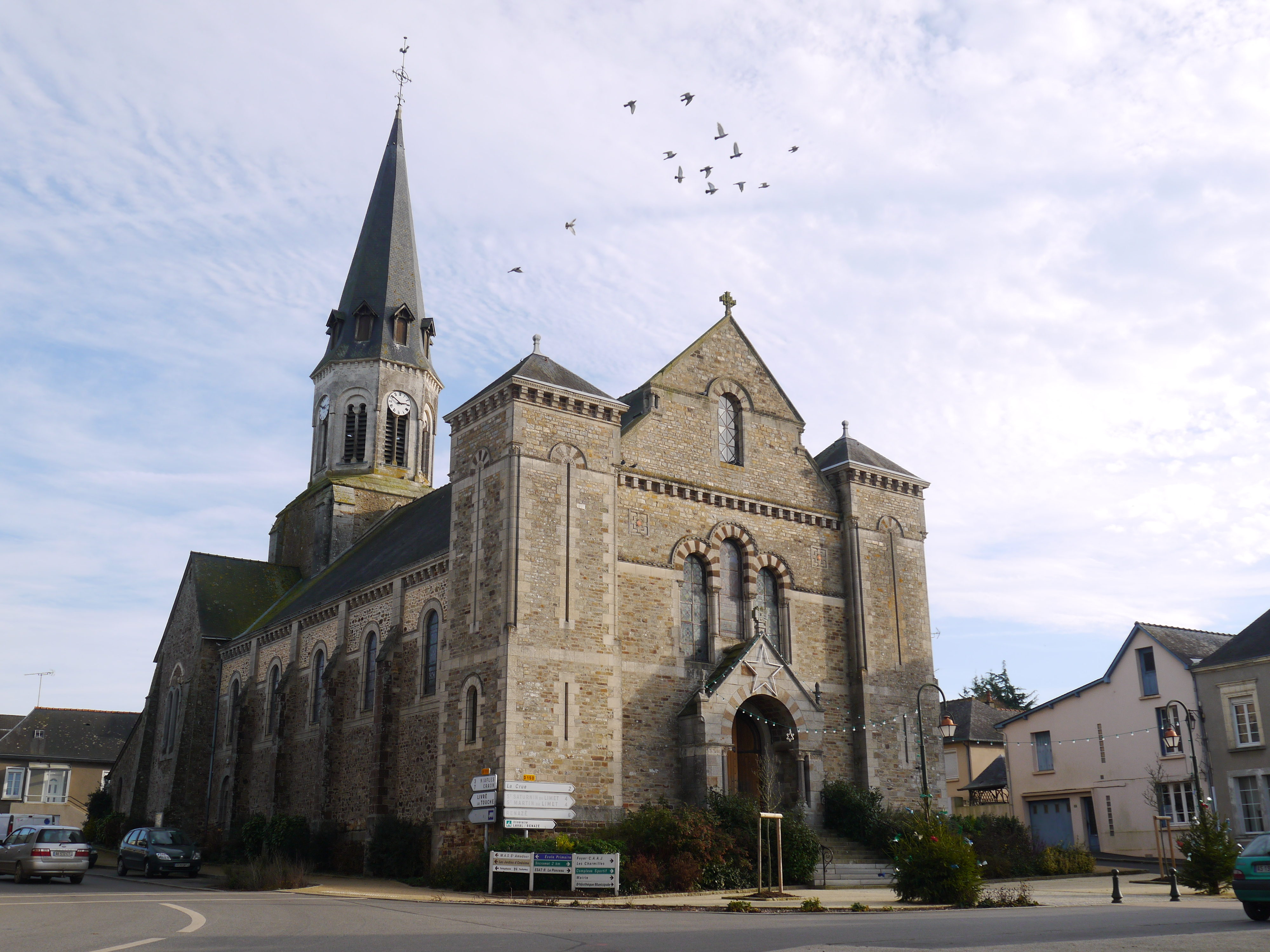
Kirche Saint-Martin